# Симпласт
Симпласт — це утвір з багатьох клітин звичайних розмірів, які у процесі ембріонального розвитку зливаються одна з одною. Симпластична будова характерна для поперечно-смугастих м'язових волокон, деяких найпростіших (інфузорій, форамініфер, багатоядерних стадій розвитку малярійних плазмодіїв і ін.), зародків ряду комах на ранніх стадіях розвитку. Симпласт утворюється в результаті злиття кількох клітин або ділення ядер без подальшого цитокінезу.
У тварин симпласт так само є постклітинною структурою (непочленованою на клітини цитоплазмою). Наприклад, клітини скелетних м'язів.
У рослин симпластом, або сінцітіем, називають єдину систему протопластів рослинних клітин, що об'єднані в одне ціле численними плазмодесмами. Симпласт є одним із шляхів, що забезпечують транспорт речовин в рослині (симпластичний транспорт).